# Arbitražna dobit
Arbitraža (eng. arbitrage) je simultana kupnja i prodaja iste investicijske imovine, koja se na različitim tržištima trži po različitim cijenama, s namjerom stjecanja profita. Osoba koja vrši arbitražu je arbitražer. 